# Felsenkeller (Dresden)

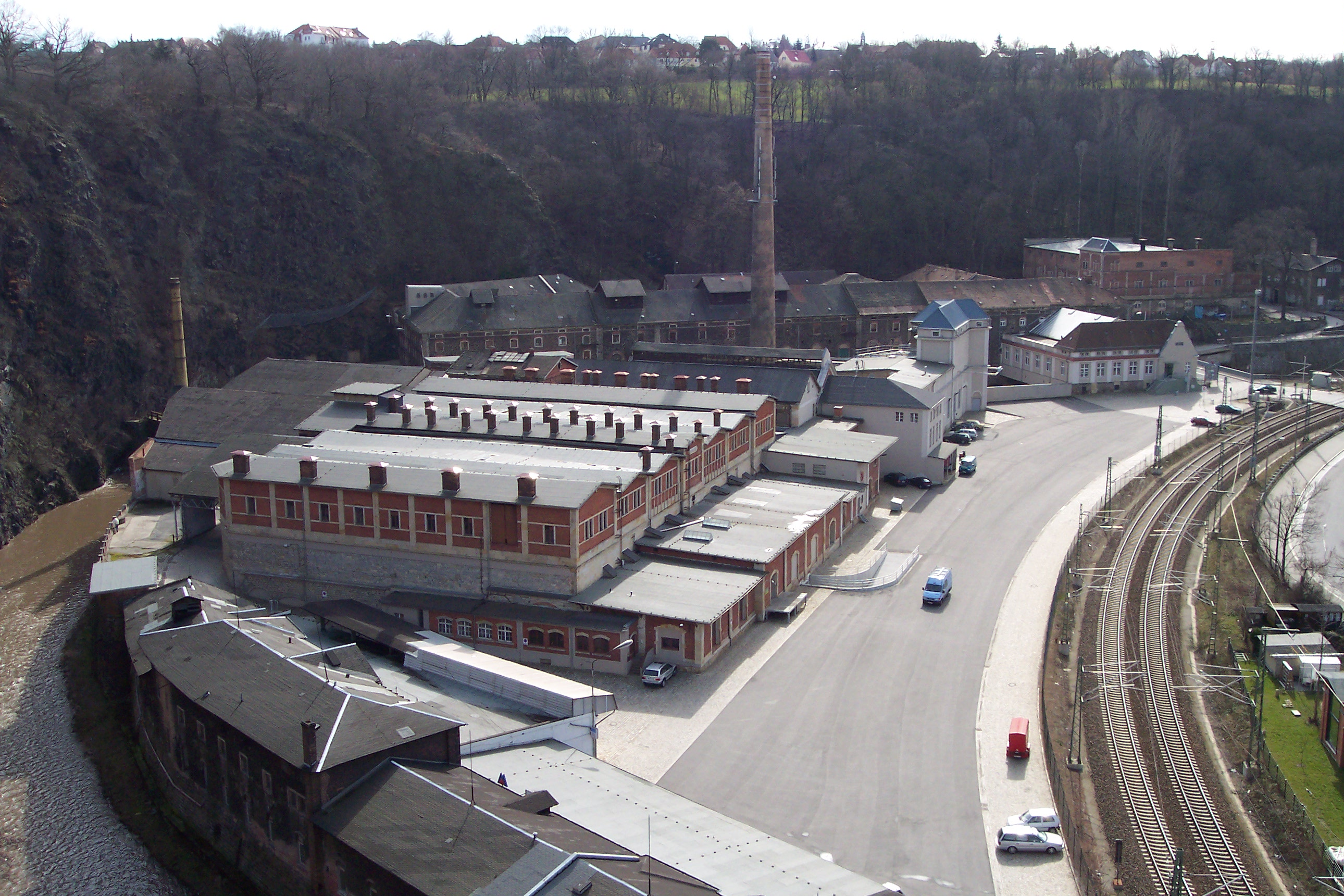
Die ehemalige Brauerei im Plauenschen Grund.

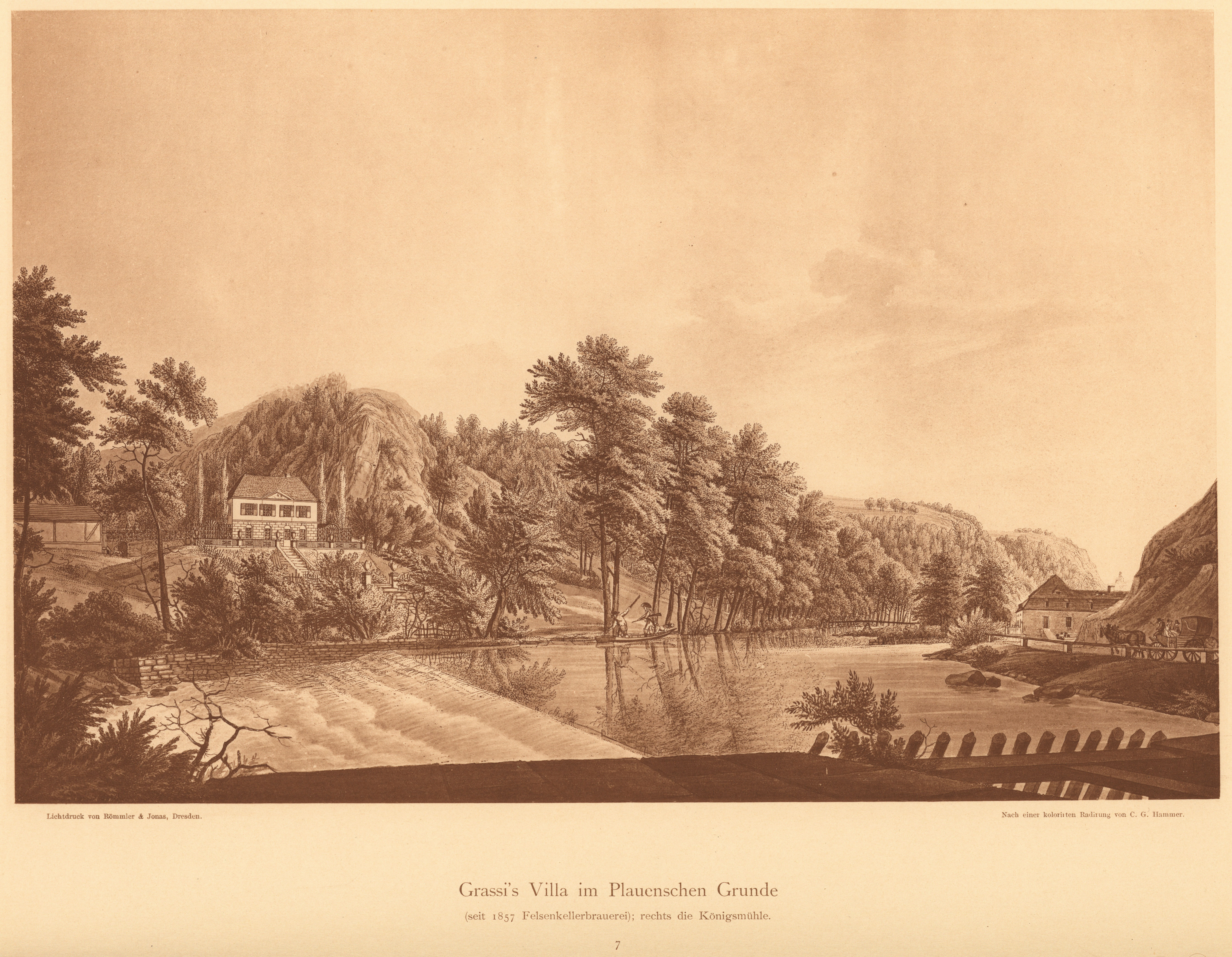
Grassi’s Villa im Plauenschen Grunde (seit 1857 Felsenkellerbrauerei); rechts die Königsmühle (Anfang 19. Jh.)

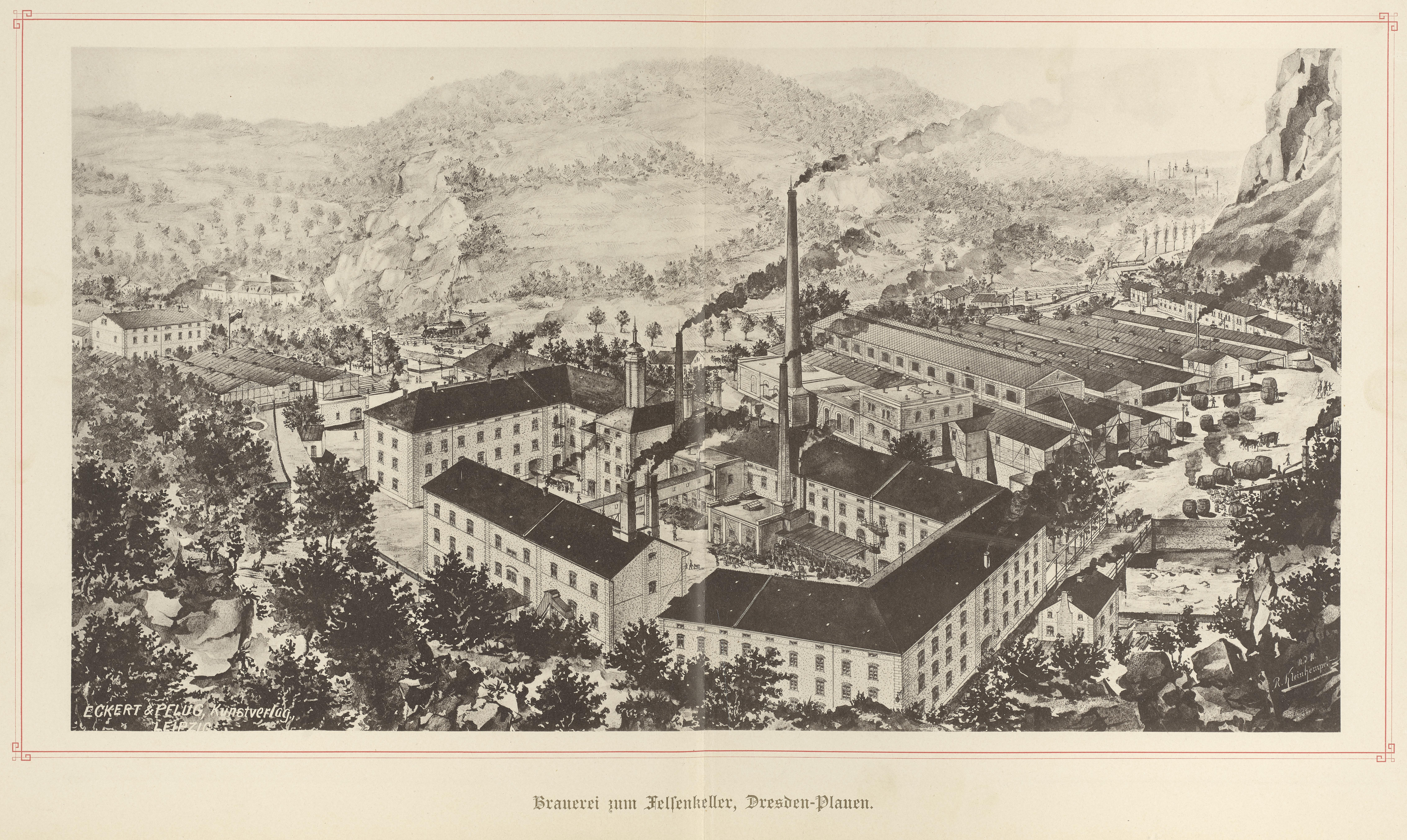
Brauerei zum Felsenkeller 1892

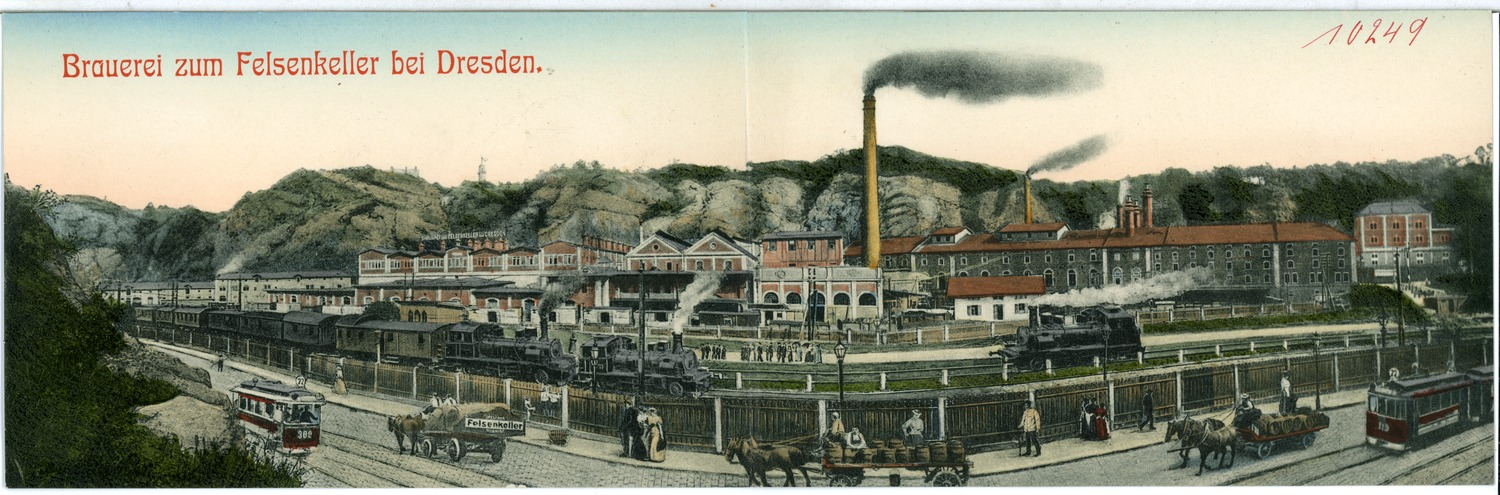
Die Brauerei 1908.

Der Felsenkeller in Dresden ist eine ehemalige Bierbrauerei und liegt im Plauenschen Grund, dem Tal der Weißeritz zwischen Dresden-Plauen und Freital.
Der Dresdner Felsenkeller war um 1900 eine der größten Brauereien Deutschlands. Bier wird hier nicht mehr gebraut. Das traditionsreiche Dresdner Felsenkeller Pilsner wird im neuen Feldschlößchen-Brauhaus im nicht weit entfernten Dresden-Coschütz produziert.

## Geschichte der Brauerei

Aktie über 100 RM der Brauerei zum Felsenkeller bei Dresden vom Februar 1943

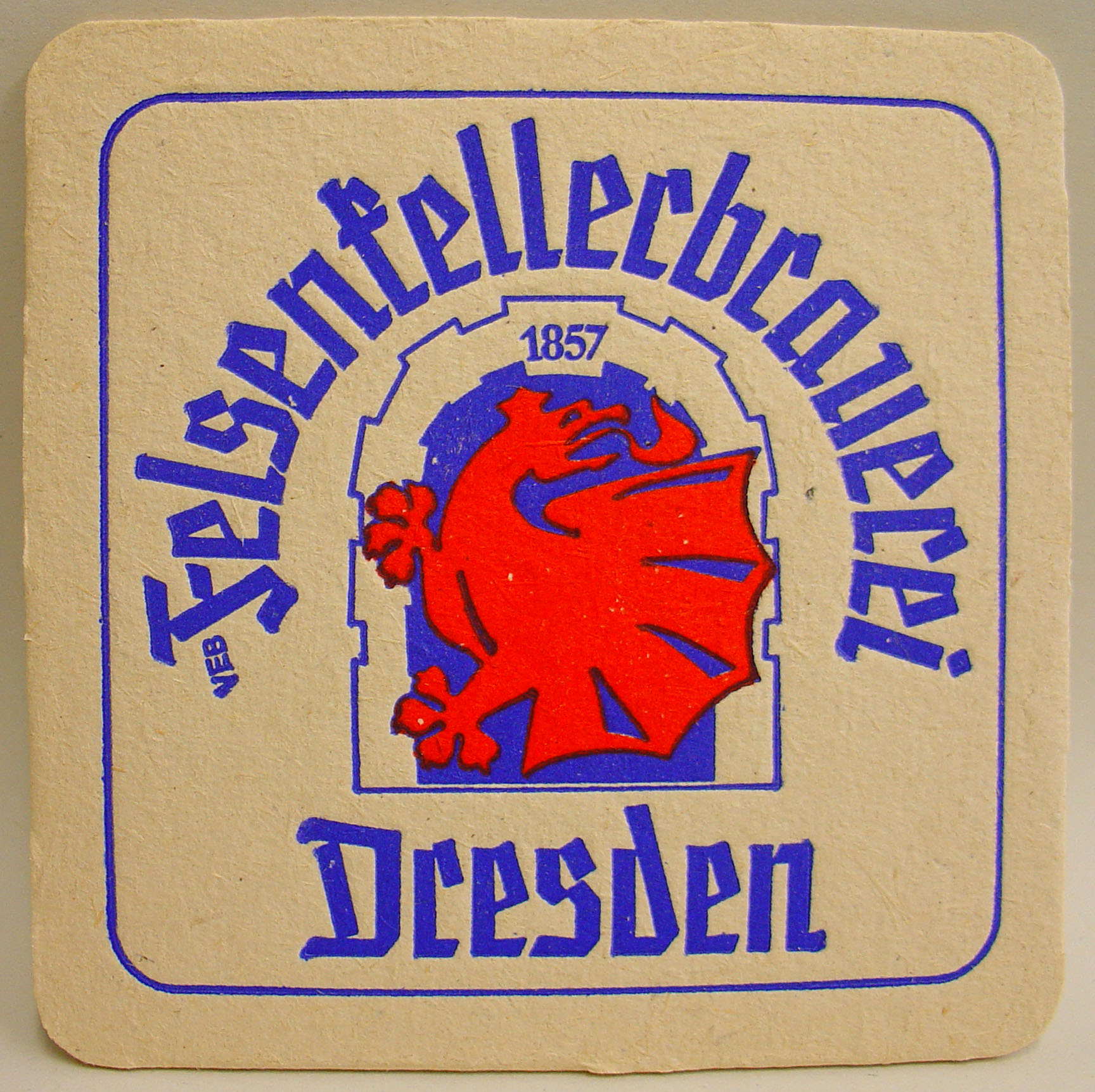
Bierdeckel des VEB Felsenkellerbrauerei Dresden

Am 12. September 1856 wurde die Aktiengesellschaft Brauerei zum Felsenkeller AG mit einem Startkapital von 300.000 Talern gegründet. Der Name bezieht sich auf den Eiskeller. Diese 66 Meter lange Stollenanlage, nach dem Markenzeichen auch „Eiswurmlager“ genannt, wurde im Jahr 1857 in den Felshang, der sich nahe der ehemaligen Brauerei befindet, gehauen. In diesem Kellergewölbe soll einer Legende zufolge der Eiswurm hausen. Das Wasser wurde zunächst aus einem und später aus zwei eigenen Brunnen bezogen. Diese befanden sich im Tal des Kaitzbaches bei Kleinnaundorf.
Es wurde das Gelände im Plauenschen Grund erworben und mit den Baumaßnahmen begonnen. Die Dresdner Brauerei-Innung protestierte massiv gegen die AG, da sie hohe Umsatzeinbrüche ihrer Brauereien vermutete. 1859 wurde dann die Brauerei eröffnet. Anfangs wurde nur bayrisches Lagerbier produziert, ab 1880 stellte man die Produktion auf Pilsner Bier um.
Die Felsenkeller AG kaufte massiv andere Brauereien auf, um sich zu erweitern und dem Druck der Konkurrenz zu widerstehen.
Ende des Jahres 1905 wurde dem Unternehmen die Malzfabrik Pirna vorm. J. Ph. Lipps & Co. angegliedert.
Weitere Beteiligungen an anderen Firmen waren 1943:
- Schloß-Brauerei Chemnitz AG, Chemnitz
- Sächsische Union-Brauerei AG, Zwickau (Sachs.)
- Feldschlößchen-Brauerei AG zu Chemnitz-Kappel
- Actien-Bierbrauerei zu Reisewitz, Dresden
- Brauerei zum Felsenkeller Pirna AG, Pirna
- Brauerei „Glückauf“ Richard Hübsch GmbH, Gersdorf i. Sa.

Im Zweiten Weltkrieg wurden einige Gebäude der Brauerei beim Bombenangriff auf Dresden zerstört. 1946 wurde die AG enteignet und verstaatlicht. 1949 erfolgte der Anschluss an die Vereinigung Volkseigener Betriebe der Brau- und Malzindustrie. Ab 1952 wurde sie unter VEB Dresdner Felsenkellerbrauerei geführt. Nachdem in den 1960er Jahren begonnen wurde, die Dresdner Brauereien zusammenzuschließen, betraf das 1964 auch die Felsenkellerbrauerei, die als Werk West angeschlossen wurde.
1973 erreichte die Brauerei einen jährlichen Ausstoß von etwa 500.000 hl. 1978 erfolgte eine weitere Zentralisierung. 15 Brauereien und Mälzereien von Dresden wurden als Getränkekombinat Dresden zusammengeschlossen. Der Eiswurm der Brauerei bildete dabei das Markenzeichen dieses Kombinates. Die Flaschenbierproduktion wurde 1981 eingestellt und in die neu errichtete Coschützer Brauerei verlegt. In der Felsenkellerbrauerei produzierte man 1981 606.000 hl Fass- und Tankbier. 1991 wurde die Sächsische Brau Union AG Felsenkellerbrauerei gegründet.
Die Brauerei wurde 1991 geschlossen. Das Brauereigelände ist inzwischen als Industriedenkmal eingestuft. Die Bauwerke beherbergen als „Gewerbegebiet Felsenkeller Dresden“ über 210 private und gewerbliche Mieter.
Im ehemaligen Eislager der Brauerei befindet sich ein Labor des Helmholtz-Zentrums Dresden-Rossendorf (HZDR) und der Technischen Universität Dresden mit Deutschlands erstem Untertage-Teilchenbeschleuniger sowie das Niederniveaumesslabor Felsenkeller des VKTA - Strahlenschutz, Analytik & Entsorgung.

## Biersorten
Felsenkeller AG
- Bock
- Dunkel
- Einfach Hell
- Pilsner Bier
- Pilsner Spezial
- Drachenbräu
- Eisen-Bier
- Lagerbier
- Exportbier
- Weizenbier
- Porter

VEB Dresdner Felsenkeller
- Exportbier
- Bock
- Porter
- Deutsches Pilsner
- Pilsner Spezialbier
- Vollbier
- Doppel-Karamel

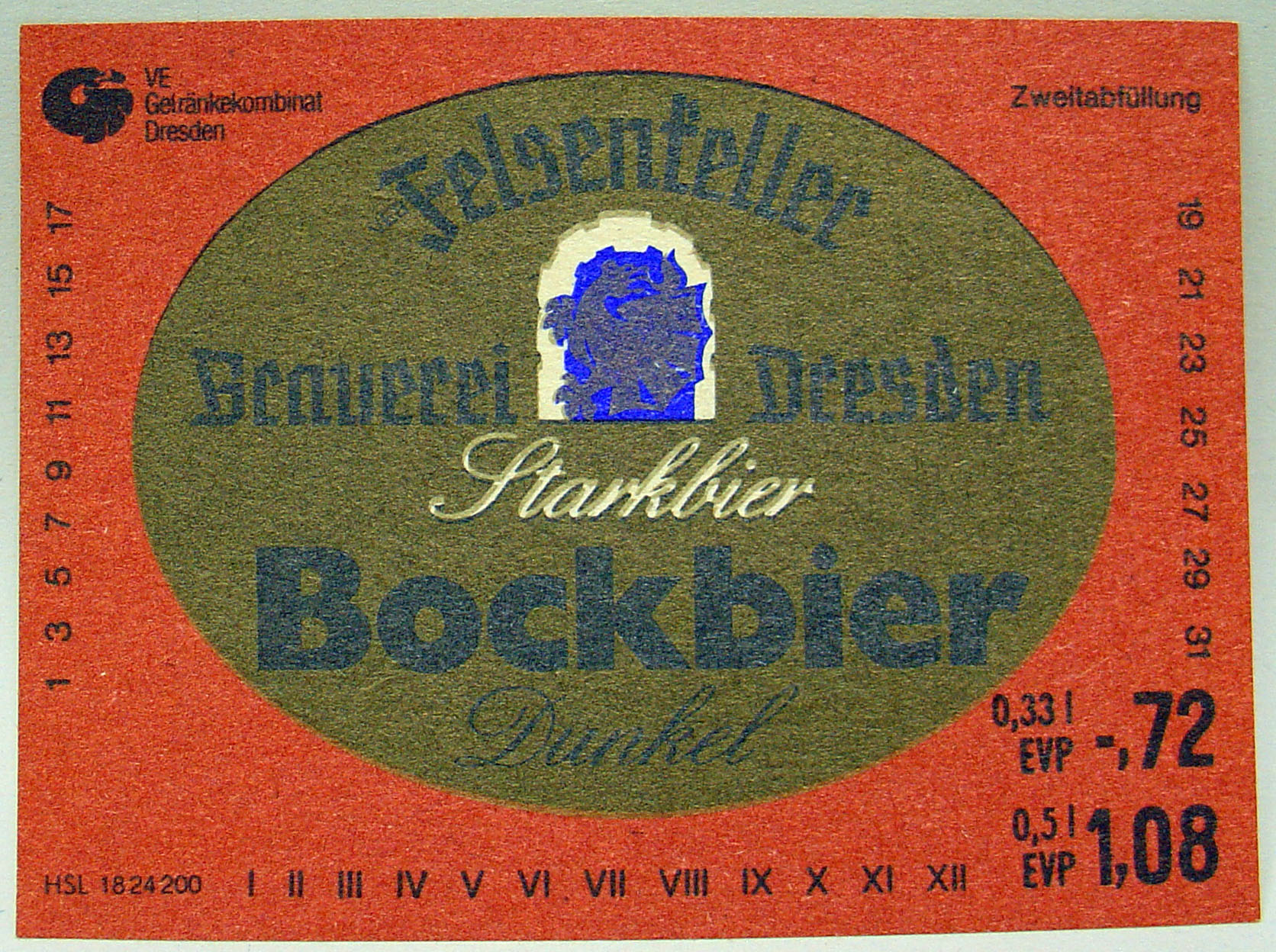
Etikett Bockbier Dunkel (DDR)
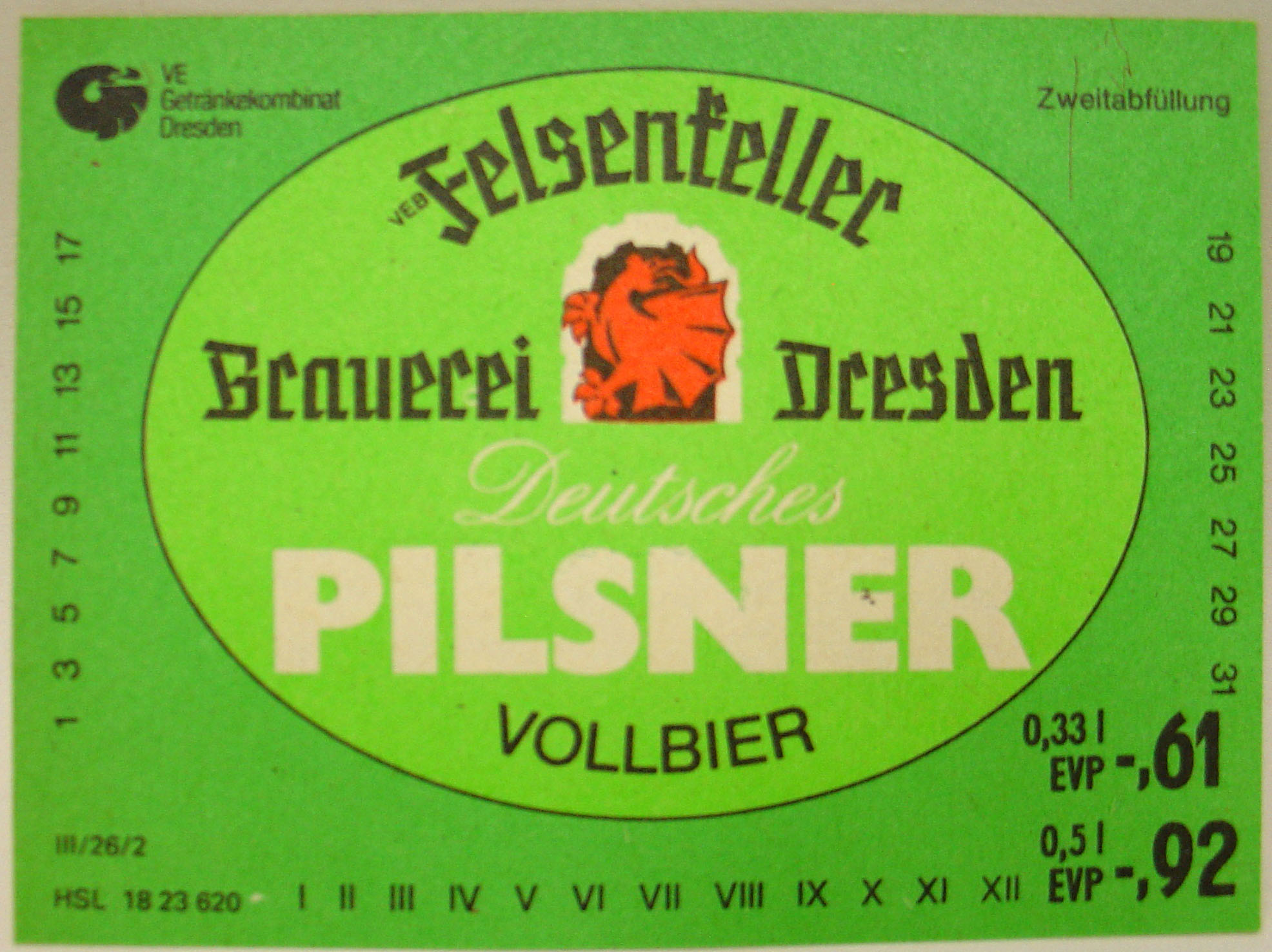
Etikett Deutsches Pilsner (DDR)
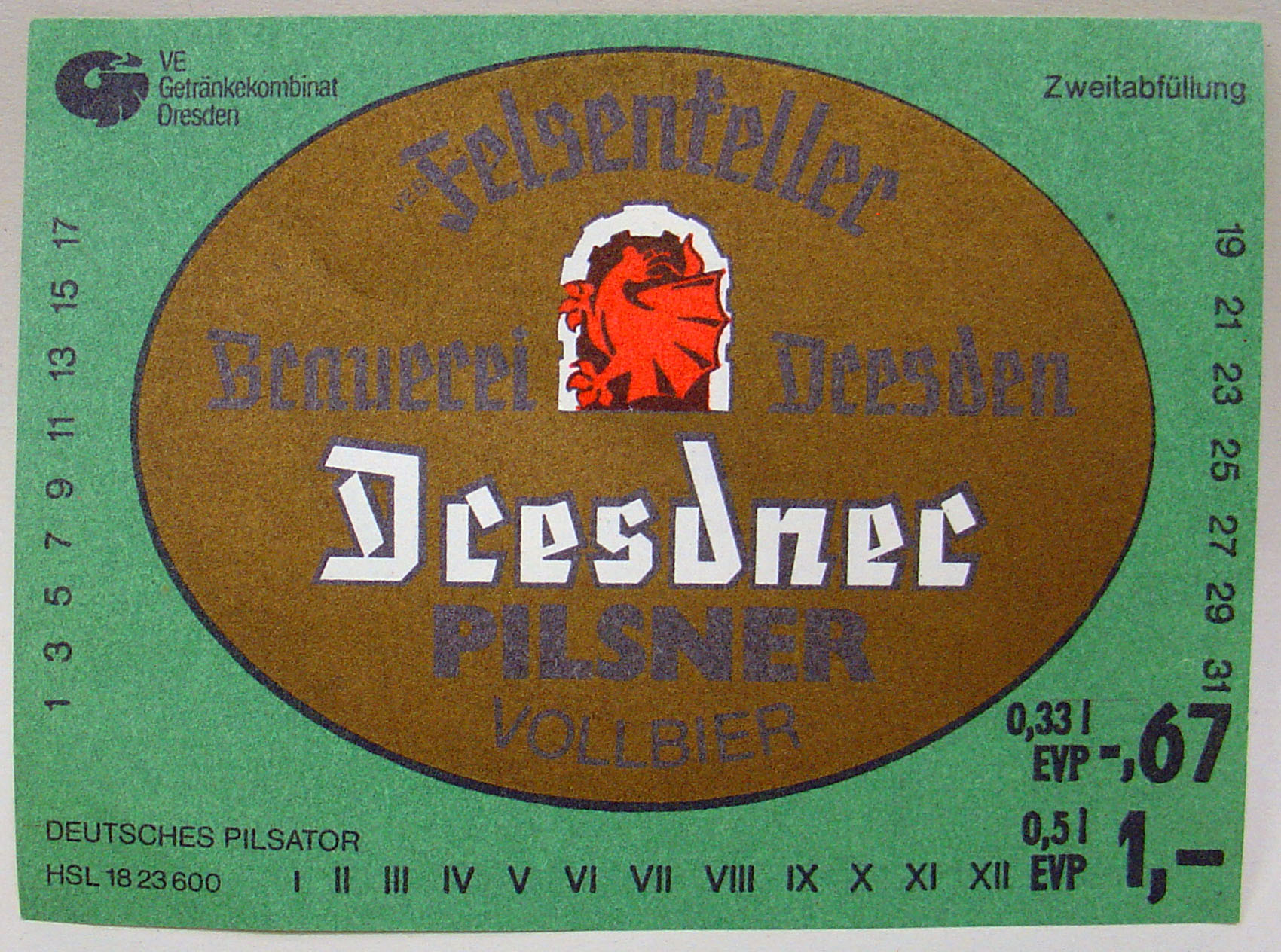
Etikett Dresdner Pilsner / Pilsator (DDR)
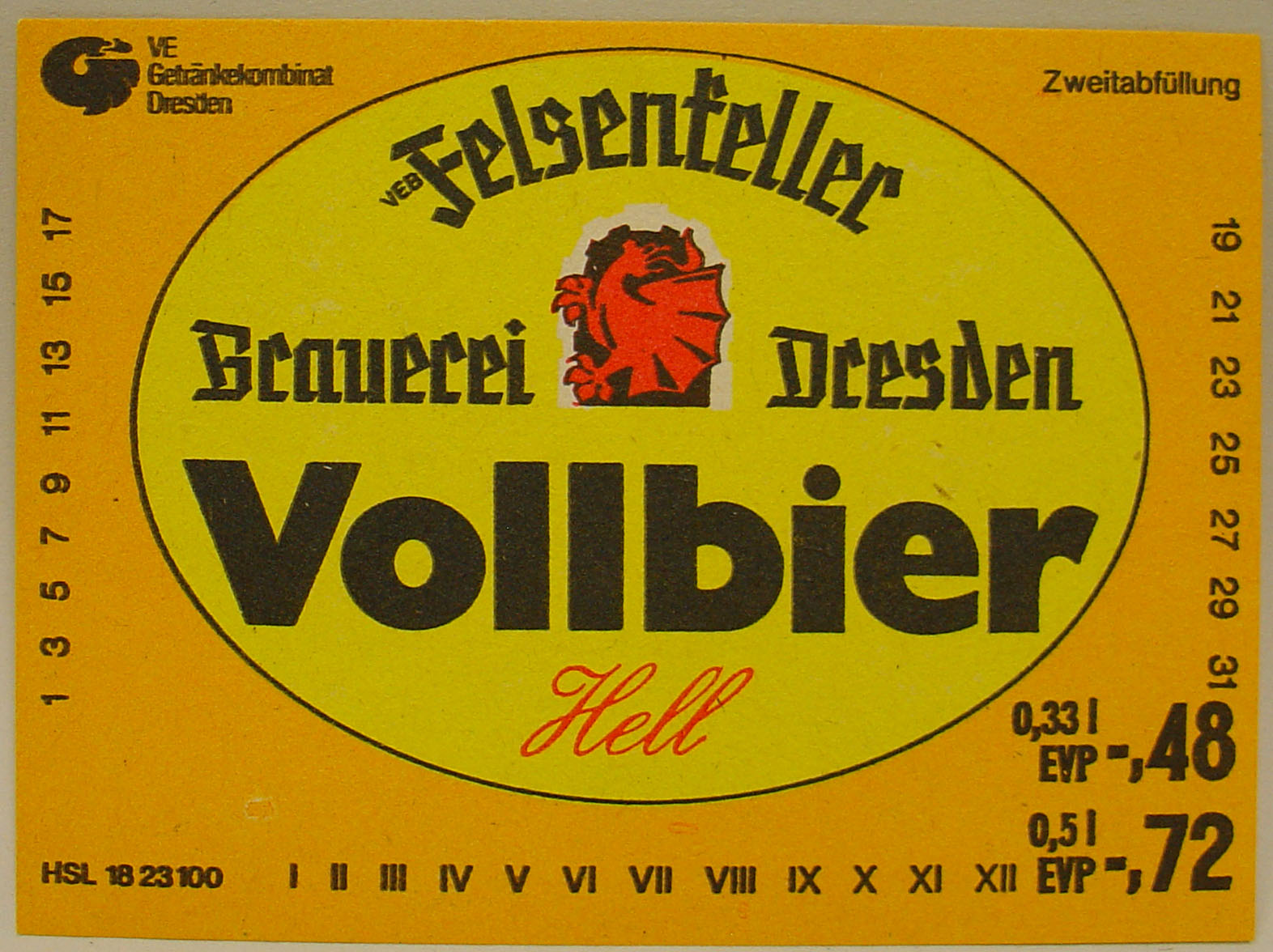
Etikett Vollbier Hell (DDR)